# Samuel Di Carmine
Samuel Di Carmine, est un footballeur professionnel italien né le 29 septembre 1988 à Florence. Il évolue au poste d'attaquant.

## Biographie
Samuel évolue principalement avec les clubs de l'AS Cittadella, de la Juve Stabia, de l'AC Pérouse Calcio, et de l'Hellas Vérone.
Il joue également en Angleterre avec les Queens Park Rangers. 
Avec le club de la Fiorentina, il participe à la Ligue Europa en 2007. Il joue à cet effet un match en phase de groupe contre le club suédois de l'IF Elfsborg. Il se met alors en évidence en inscrivant un but, son équipe l'emportant sur le très large score de 6-1.
Le 4 mars 2017, il s'illustre en inscrivant un triplé en Serie B, sur la pelouse de l'US Avellino, permettant à son équipe de l'emporter sur le très large score de 0-5. Il inscrit un total de 13 buts en championnat cette saison là.
La saison suivante, il brille de nouveau en marquant un total de 22 buts en Serie B, ce qui fait de lui le troisième meilleur buteur du championnat, derrière Francesco Caputo et Alfredo Donnarumma. Samuel est l'auteur de six doublés cette saison là.
Lors de la saison 2019-2020, il se met en évidence en inscrivant trois doublés en Serie A : contre l'Atalanta, le Cagliari Calcio, et enfin le S.P.A.L..